# John Hood

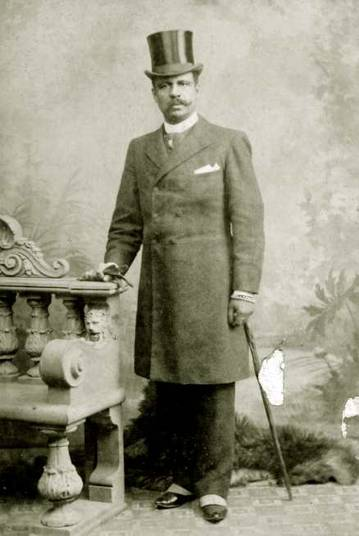
John Henry Hood i London cirka 1885.

John Henry Hood, född omkring 1850 på okänd ort, död 1908 i Marseille,  var en svart underhållare och entreprenör som reste i Skandinavien åren omkring 1880, och senare kom att leda stora grupper afrikanska ungdomar på omfattande Europa-turnéer. 
Under sina år i Sverige uppträdde Hood själv i vad som idag kallas "human zoo". Han stod på scen i roller som bl.a. kannibal och zuluhövding. Senare drev han även annan nöjesverksamhet med bas i Stockholm och gästspel på många andra orter. Han visade loppcirkus, ormtjusning, vilda djur och en "elektrisk flicka". Sommaren 1883 var Hood engagerad i Kolonialutställningen i Amsterdam. Året efter lämnade han mer definitivt Sverige och befann sig därefter på ständig resa med vad som ofta presenterades som "äkta amazonkrigare" från Dahomey, nuvarande Benin i Västafrika. De besökte ett tjugotal länder, och uppträdde bl a på Stockholms Tivoli sommaren 1891.

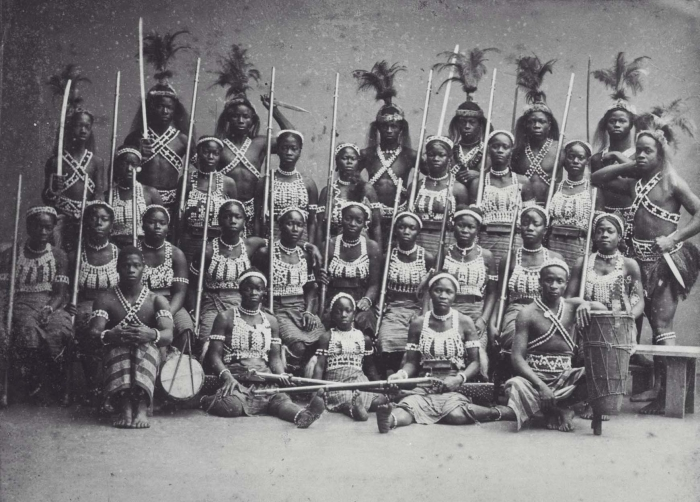
Gruppbild av de så kallade Dahomeyamazonerna under ett gästspel i Jardin d'Acclimatation i Paris.

John Hood var från 1884 gift med Emma Lütze från Stockholm. Han hade två barn utom äktenskapet. Sonen John Reinfeldt skulle så småningom bli farfars far till Fredrik Reinfeldt.